# Криволуцкий, Александр Евгеньевич
Алекса́ндр Евге́ньевич Криволу́цкий (2 ноября 1909 — 24 июня 1990) — советский физикогеограф и геоморфолог, доктор географических наук, профессор, старший научный сотрудник кафедры физической географии и ландшафтоведения географического факультета МГУ. Участник Великой Отечественной войны. Ученик профессора И. С. Щукина (1885—1985).

## Биография
Родился в 1909 году в селе Студёновские Хутора Липецкого уезда Тамбовской губернии (ныне Липецкий район Липецкой области).
В 1939 году окончил географический факультет МГУ.
В период Великой Отечественной войны с 1942 по 1945 был на фронте. Воевал на Юго-Западном, 4-м Украинском, 2-м Прибалтийском фронтах, был дважды ранен. Закончил войну командиром стрелкового взвода, в звании младшего лейтенанта.
В 1949 году окончил аспирантуру Института географии Академии наук СССР, защитил кандидатскую диссертацию. С этого же года стал работать на географическом факультете МГУ, более 50 лет отдав научной и педагогической деятельности.
С 1970 — доктор географических наук.
Исследовал процессы рельефообразования и рационального природопользования. Участвовал в экспедиционных полевых исследованиях многих районов СССР, в особенности сибирских и дальневосточных.
Участвовал в создании атласа Тюменской области (один из авторов ландшафтной карты и карты физико-географического районирования). Опубликовал ряд фундаментальных книг, ставших классическими.

## Награды и премии
Награждён орденами Отечественной войны 1 степени, Красной Звезды, медалями «За победу над Германией в Великой Отечественной войне 1941—1945 гг.» и юбилейными.
Научная деятельность отмечена премией имени Д. Н. Анучина.

## Работы
- Криволуцкий А. Е. В Ленской тайге. — М., 1958.
- Криволуцкий А. Е. Жизнь земной поверхности: Проблемы геоморфологии. — М.: Мысль, 1971. — 408 с.
- Криволуцкий А. Е. Рельеф и недра Земли. — М.: Мысль, 1977. — 304 с. — 6000 экз.
- Криволуцкий А. Е. К построению генетической классификации экзогенных рельефообразующих процессов // Рельеф и ландшафты. — М.: Изд-во МГУ, 1977. — С. 44—54.
- Криволуцкий А. Е. Физическая география и её роль в преобразовании природы. — М., 1977.
- Криволуцкий А. Е. Голубая планета: Земля среди планет. Географический аспект. — М.: Мысль, 1985. — 336 с. — 60 000 экз.